# Spencer Rice

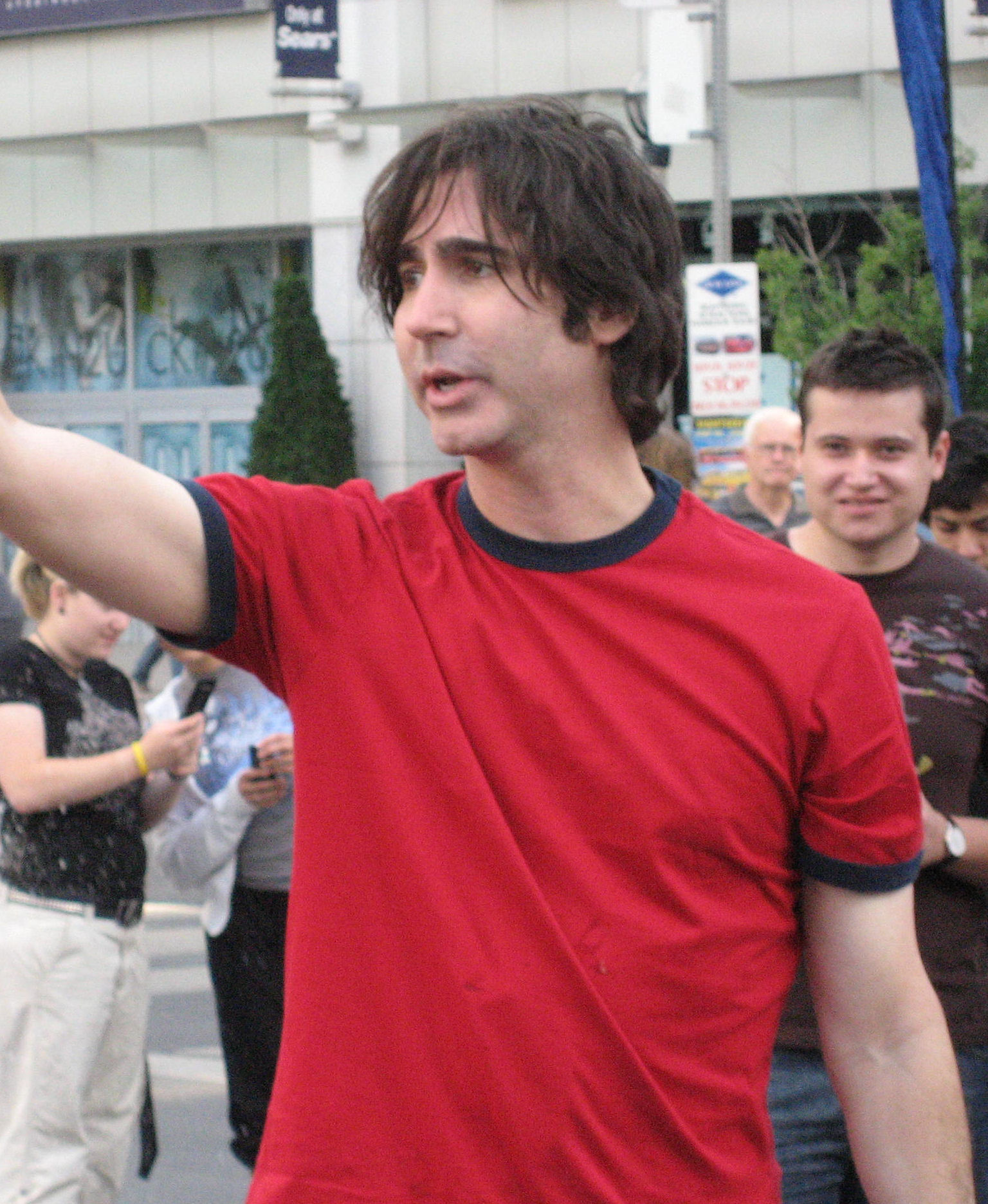
Spencer Rice (2007)

Spencer Nolan „Spenny“ Rice (* 14. April 1963 in Toronto, Ontario) ist ein kanadischer Drehbuchautor, Filmemacher, Schauspieler  und Komiker. Er war einer der beiden Hauptdarsteller der Comedy-Serie Kenny vs. Spenny.

## Leben

### Persönliches
Rice wurde in Toronto, Ontario geboren. Als Kind und Jugendlicher nahm er an dem Improvisations-Comedy-Unternehmen Second City teil. Er verbrachte einen Großteil seiner Schulzeit mit dem Anschauen von Filmen und dem Lesen von Romanen. Rice spielt seit seiner Kindheit Gitarre, des Weiteren ist er großer Fan von Bluesrock. Er ist der Cousin der kanadischen Schauspielerin Lauren Collins, die durch die Rolle der Paige Michalchuk in der Jugendserie Degrassi: The Next Generation Bekanntheit erlangte. Außerdem ist Spencer Rice ein Cousin ersten Grades der verstorbenen Drehbuchautorin Majorie Gross, die unter anderem vier Episoden der Sitcom Seinfeld schrieb.

### Bildung
Vor dem Übertritt an die Highschool besuchte Rice eine private Jungenschule im Stadtzentrum Torontos. Anschließend studierte er Filmwissenschaften an der York University.

### Karriere
Nach seinem Studium verdiente Rice gelegentlich Geld als Drehbuchautor, Filmemacher und als Filmkritiker für eine Torontoer Zeitung. Im Jahr 1994 arbeitete Rice zusammen mit Kenny Hotz an It Don’t Cost Nothin’ to Say Good Morning, einem Kurzfilm über Leben und Tod des kleinwüchsigen Obdachlosen „Shorty Gordy“. Ihr erster längerer Film war Pitch, in dem sie ihre (erfolglosen) Versuche, ein von ihnen geschriebenes Drehbuch zu verkaufen, dokumentierten. Dieser wurde beim Toronto Independent Arts Festival prämiert. Sein Kurzfilm Something Anything wurde im Jahr 2000 beim Telefest Independent Television Festival in der Kategorie Beste Komödie ausgezeichnet.
Zusammen mit Kenny Hotz gründete er die Show Kenny vs. Spenny, welche ab dem Jahr 2002 bis ins Jahr 2010 lief. In der Sendung ging es um diverse Wettkämpfe zwischen ihm und seinem Freund Kenny Hotz. Die Show wurde in mehreren Ländern ausgestrahlt. In den Jahren 2004, 2005, 2006 und 2008 wurde die Show für einen Gemini Award nominiert. Im Jahr 2008 schrieb Rice die Mockumentary Confessions of a Porn Addict, in welcher er die Rolle des Hauptcharakters übernahm. Rice nächstes Projekt hieß Single White Spenny. Die Serie wurde aufgrund von miserablen Kritiken nach nur acht Episoden abgesetzt.
Des Weiteren tritt der Kanadier als Stand-up-Comedian auf.

## Filmografie
- 1993: Telewhore
- 1994: It Don’t Cost Nothin' to Say Good Morning
- 1997: Pitch
- 2000: Something Anything
- 2001–2010: Kenny vs. Spenny
- 2005: Lingo
- 2007: Stump
- 2008: Testees
- 2008: Confessions of a Porn Addict
- 2010: Kenny vs. Spenny Christmas Special
- 2011: Single White Spenny
- 2013: X-Rayted